# Mara de Carli
Mara de Carli Santos (Caxias do Sul, 1954) é uma artista plástica, curadora e crítica de arte brasileira.
Filha de Sady de Carli e Zóla Guidalli, graduou-se em Desenho na UCS em 1975. Tem sido uma importante liderança no meio artístico, principalmente através de sua participação na diretoria do Núcleo de Artes Visuais, a principal associação artística da região, a qual veio a presidir por 11 anos. A partir de 2000 especializou-se na gravura, sob a orientação de Jailton Moreira, Margarete Zanchin, Vera Martini e Anico Herskovits. Sua produção mostra a influência de Lygia Clark e Hélio Oiticica. Segundo Michele Rolim,
"Mara começou a trabalhar com paisagens, porém a rigidez do início da produção permitiu entender as exigências da xilogravura, suas necessidades, técnicas de corte e impressão, seus procedimentos e escolhas. E isso a levou também a pensar na possibilidade de deixar esse sistema de trabalho mais moldável à sua maneira particular de produzir. [...] Dessa forma, os cortes das xilogravuras se transformaram, lentamente, numa busca constante da identidade da matéria: a madeira".
Tem várias exposições coletivas e individuais em seu currículo, destacando-se a 5ª Bienal de Gravura de Santo André, a 2ª Bienal Internacional do Ceará de Gravura e a 22ª Mini Print Internacional de Cadaquês. Foi incluída no mapeamento de 2005 da produção artística brasileira relevante, realizado pelo Instituto Itaú Cultural (Projeto Rumos Artes Visuais), e foi indicada aos prestigiados Prêmio Açorianos (2012) e Prêmio PIPA (2017). É colunista de arte e cultura da Revista Acontece Sul.